# Sporothrix sclerotialis
Sporothrix sclerotialis är en svampart som beskrevs av de Hoog 1978. Sporothrix sclerotialis ingår i släktet Sporothrix och familjen Ophiostomataceae.   Inga underarter finns listade i Catalogue of Life.